# سیارک ۳۳۹۲
سیارک ۳۳۹۲ (به انگلیسی: 3392 Setouchi، نامگذاری:1979YB) سه هزار و سیصد و نود و دومین سیارک کشف شده‌است که در ۱۷ دسامبر ۱۹۷۹ کشف شد.
قدر مطلق سیارک برابر ۱۴٫۲۰ است.